# Боцяньский, Людвик
Лю́двик Боця́ньский (пол. Ludwik Bociański; 24 августа 1892, Плешев — 7 февраля 1970, Лондон) — польский военный и политический деятель.
В 1914 году призван в Германскую императорскую армию. Принял активное участие в Великопольском восстании (1918—1919) и советско-польской войне.
В 1930—1931 годах был депутатом сейма. В 1935—1939 гг. занимал должность виленского, а в 1939 г. — познанского воеводы.
Скончался в эмиграции в Лондоне, где и был похоронен.

## Произведения
- O posunięciach władz administracji ogólnej w stosunku do mniejszości litewskiej w Polsce oraz o zamierzeniach w tym względzie na przyszłość (секретный, опубликованный у Каунасе в 1939 году) [2]
- Dlaczego Ksiądz Prymas opuścił Poznań we wrześniu 1939 r.? (1952)

## Награды
- Серебряный крест Ордена Virtuti Militari[3] (1921)[1]
- Командорский крест Ордена Возрождения Польши (1936)[4]
- Офицерский крест Ордена Возрождения Польши (1932)[5]
- Крест Независимости с мечами (1932)[6]
- Крест Храбрых (перед 1923)[7]
- Золотой Крест Заслуги (1925)[8]
- Железный крест 2-го класса (Германская империя, перед 1918)[9]
- Орден Белого орла 4-я степень (Королевство сербов, хорватов и словенцев, перед 1928)[3]
- Орден Почётного легиона 5-я степень (Франция, перед 1928)[3]
- Командорский Крест Ордена Короны Румынии (Румыния, перед 1928)[3]
- Орден Белой розы Финляндии 3-я степень (Финляндия, перед 1928)[3]
- Орден Трёх звёзд 3-я степень (Латвия, перед 1928)[3]